# Saíra-viúva
A Pipraeidea melanonota, comummente conhecida como saíra-viúva, é uma espécie de ave da família dos Traupídeos, constituindo a única integrante do género Pipraeidea.

## Taxonomia
A saíra-viúva foi descrita em 1819 pelo ornitólogo francês Louis Jean Pierre Vieillot a partir de espécime obtido no Brasil, que lhe deu o nome binomial de Tangara melanonota. O gênero atual Pipraeidea foi introduzido em 1827 pelo naturalista inglês William John Swainson.
Há estudos científicos recentes ao ADN desta espécie, que a reputam como parente afastada do sanhaço-papa-laranja.

### Etimologia
Do que toca ao nome científico:
- Do que toca ao nome genérico, Pipraeido, o mesmo resulta da combinação do género Pipra, que foi introduzido por Carl Linnaeus em 1764, com o sufixo -eidos, provindo do grego clássico, que significa «forma» ou «semelhante».[6]
- Quanto ao epíteto específico, melanonota,  que consiste numa aglutinação dos étimos gregos clássicos μέλας (melas),[7] que significa «preto; negro» e νῶτος‎ (nōtos)[8], que significa costas.[5]

### Subespécies
Há duas subespécies conhecidas:
- P. m. melanonota (Vieillot, 1819), a subespécie nominal, habita áreas abertas (bordas de mata e campos) no sul e sudeste do Brasil, leste do Paraguai e do nordeste da Argentina para o sul até Punta Indio.
- P. m. venezuelensis (Sclater, PL, 1857), que habita a encosta leste da Cordilheira dos Andes e áreas próximas, na Venezuela, Colômbia, Equador, Peru, Bolívia e Argentina.

## Descrição

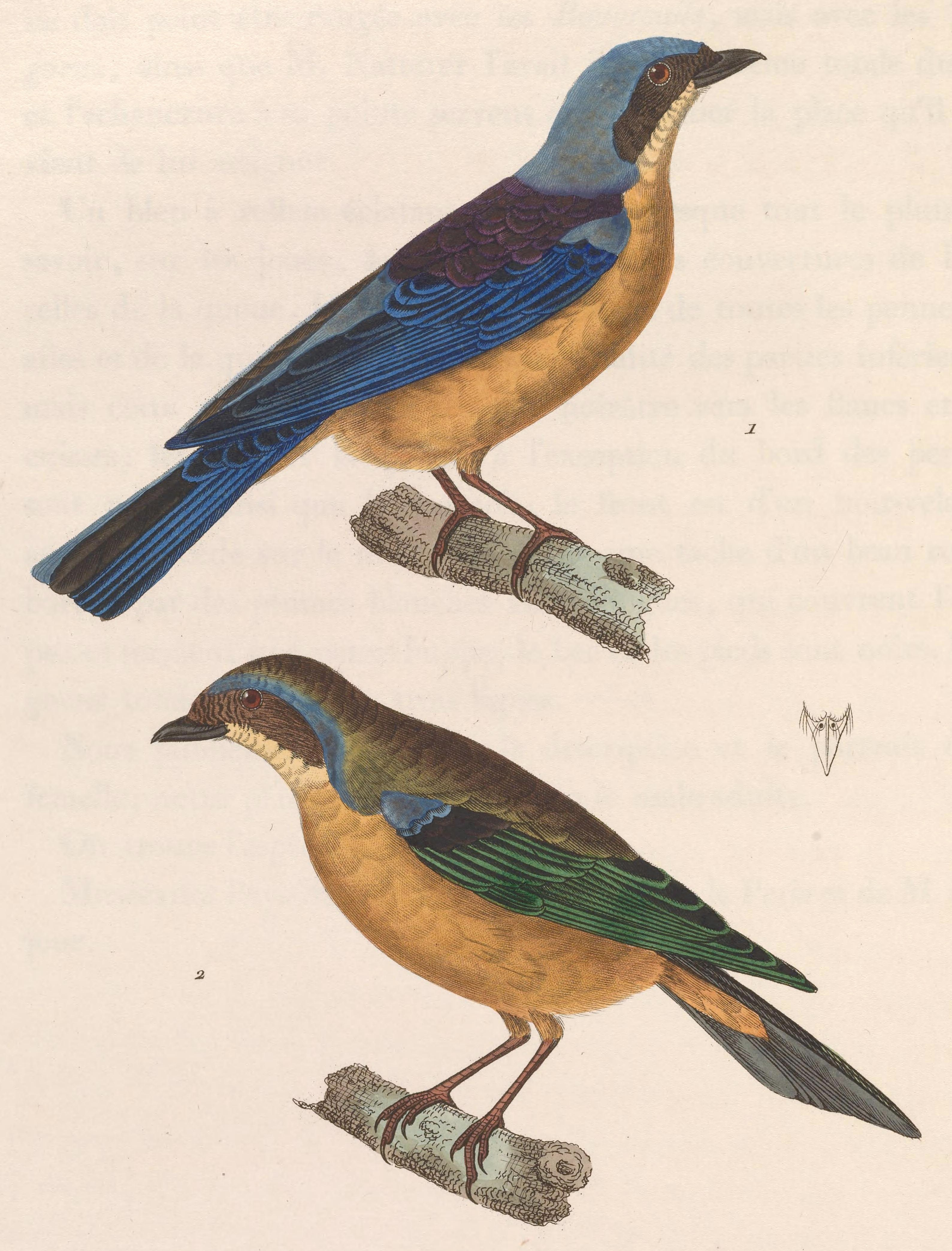
Macho e fêmea de saíra-viúva

A saíra-viúva tem uma média de comprimento de 14 cm e pode pesar de 18 a 25 g. Essa saíra tem um incomum bico pequeno e largo, similar ao das andorinhas, assim como as pernas e cauda curtas e asas longas. A coloração mais perceptível da espécie é a sua coroa azul-celeste e ampla máscara preta que se estende pelos olhos até as orelhas. A cor da coroa e da nuca do macho é azul, e testa, lista loral, zona ocular e orelhas são pretas. O manto e as costas dos machos são um azul opaco, o uropígio azul-turquesa, cauda azul-escuro, garganta e parte de baixo do corpo são acanelados. A íris é vermelho-escuro e o bico cinza. A fêmea possui coloração similar mas é mais pálida, particularmente na coroa, e tem as costas acastanhadas. Juvenis têm uma cor castanha-acinzentada pálida. A saíra-viúva é vista sozinha ou em pares, mais frequentemente no semiaberto, mas pode pousar em qualquer altura.

## Habitat e distribuição
A saíra-viúva se distribui por toda a América do Sul, cobrindo a maior parte do Brasil, Venezuela, Colômbia, Peru, Equador, Bolívia, leste do Paraguai, Uruguai e nordeste da Argentina, seguindo em direção à margem sul do Rio da Prata. Encontrada em bordas de mata, pastos espessos e áreas cultivadas semiabertas com árvores grandes e clareiras com árvores espalhadas. O máximo de altitude que a espécie alcança varia geograficamente. Nos Andes e no Equador pode ser encontrada em altitudes de 1500–2500 m, com um máximo de 3000 m. Na Colômbia, ocorre abaixo de 900 m, e na Venezuela de 400 m.

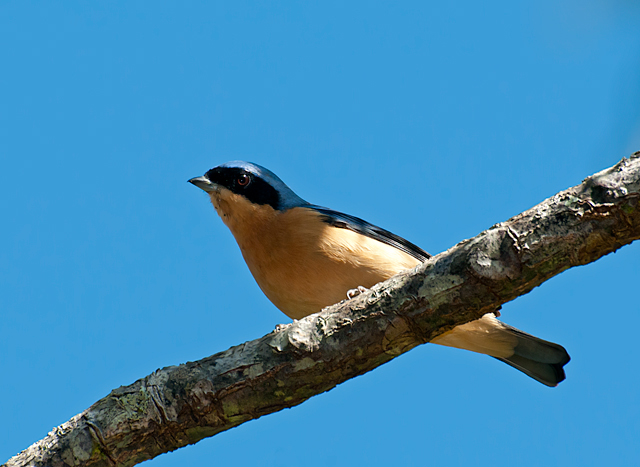
Saíra-viúva em Piraju, São Paulo, Brasil

## Dieta
A espécie possui uma dieta com muita variedade, que inclui bagas, polpa de frutos, gemas, flores e sementes, além de insetos como mariposas, borboletas e larvas. Pode fazer parte de bandos mistos, mas na maioria das vezes come sozinha.

## Migração e reprodução
A saíra-viúva tem uma migração sazonal. Pode ser encontrada no norte da Venezuela de janeiro até junho, o que se presume ser a temporada de reprodução da espécie. Está presente na costa do Pacífico da Colômbia de novembro até março. As populações das regiões meridionais, como as do sul da Argentina, podem migrar para o norte nos meses mais frios.
A espécie constrói ninhos em forma de taça, compostos por musgo, galhos, grama, palha e fios coloridos, em bordas de mata na beira de galhos, a cerca de 15–20 m de altura do solo. Os ninhos são ocultados com epífitas e musgos. A informação de padrões de reprodução específicos é limitada, mas sabe-se que as fêmeas botam de 2 a 3 ovos e incuba em 12 a 14 dias, e os filhotes permanecem no ninho por até 22 dias.

## Conservação
A espécie é atualmente classificada pela IUCN como Pouco Preocupante devido ao seu alcance extremamente longo, variedade de hábitats e aparentemente grande população. Devido à abertura de áreas florestais por meio da agricultura e outras mudanças causadas pelos humanos, pode estar expandindo seu alcance localmente.